# Maybach 57 y 62
El Maybach 57 y 62 son sedanes de superlujo del segmento F, los primeros modelos de la renacida firma Maybach, subsidiaria del grupo industrial DaimlerChrysler AG, producidos de 2002 a 2013.

## Contexto
DaimlerChrysler intentó comprar la marca Rolls-Royce Motor Cars/Bentley Motors Limited cuando Vickers puso a la venta la compañía, pero la compra no se pudo realizar. Después de este intento fallido, la marca fue dividida entre BMW con Rolls-Royce y Grupo Volkswagen con Bentley, introdujeron el Maybach en el mercado como competidor directo en el año 2002. Ambos modelos son variantes de superlujo del mismo coche. El nombre del modelo refleja las respectivas longitudes de los coches en decímetros.
El 57 está enfocado a los que quieren ser propietarios y conductores al mismo tiempo, mientras que el 62 está diseñado para ser conducido por un chofer. Los precios de estos modelos oscilan de 250 000 € a 292 000 €, precios en competencia con los modelos de alta gama de Bentley y Rolls-Royce. Cesó su producción en diciembre de 2012, debido a continuas pérdidas financieras para la marca y a las ventas de una quinta parte del nivel de ganancias de modelos Rolls-Royce.
En 2004, solamente habían sido vendidas 600 unidades. El proyecto de DaimlerChrysler era que se produjeran y vendieran anualmente mil unidades.

## Maybach 57 y 57 S

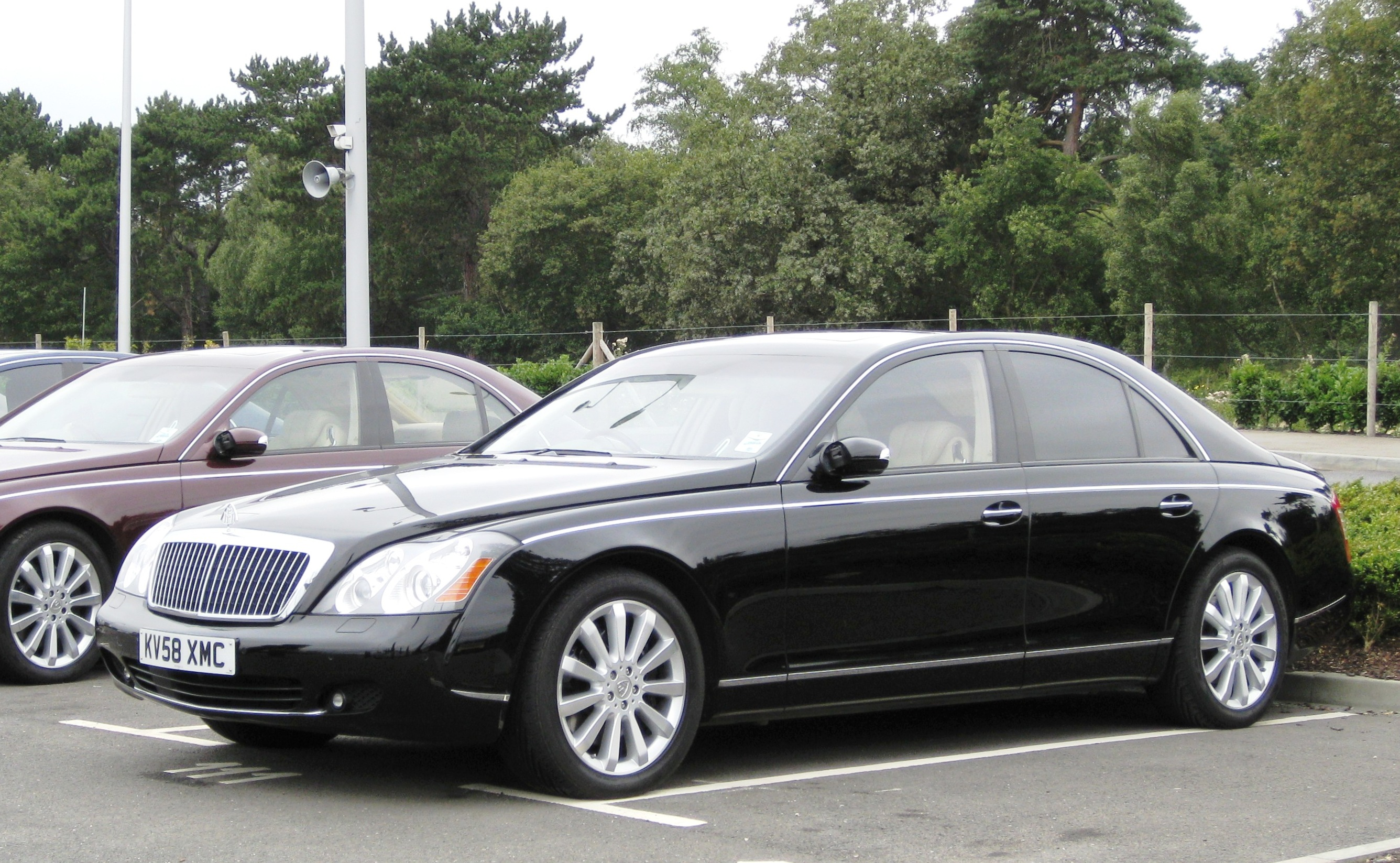
Maybach 57 de 2007 cerca de Weybridge

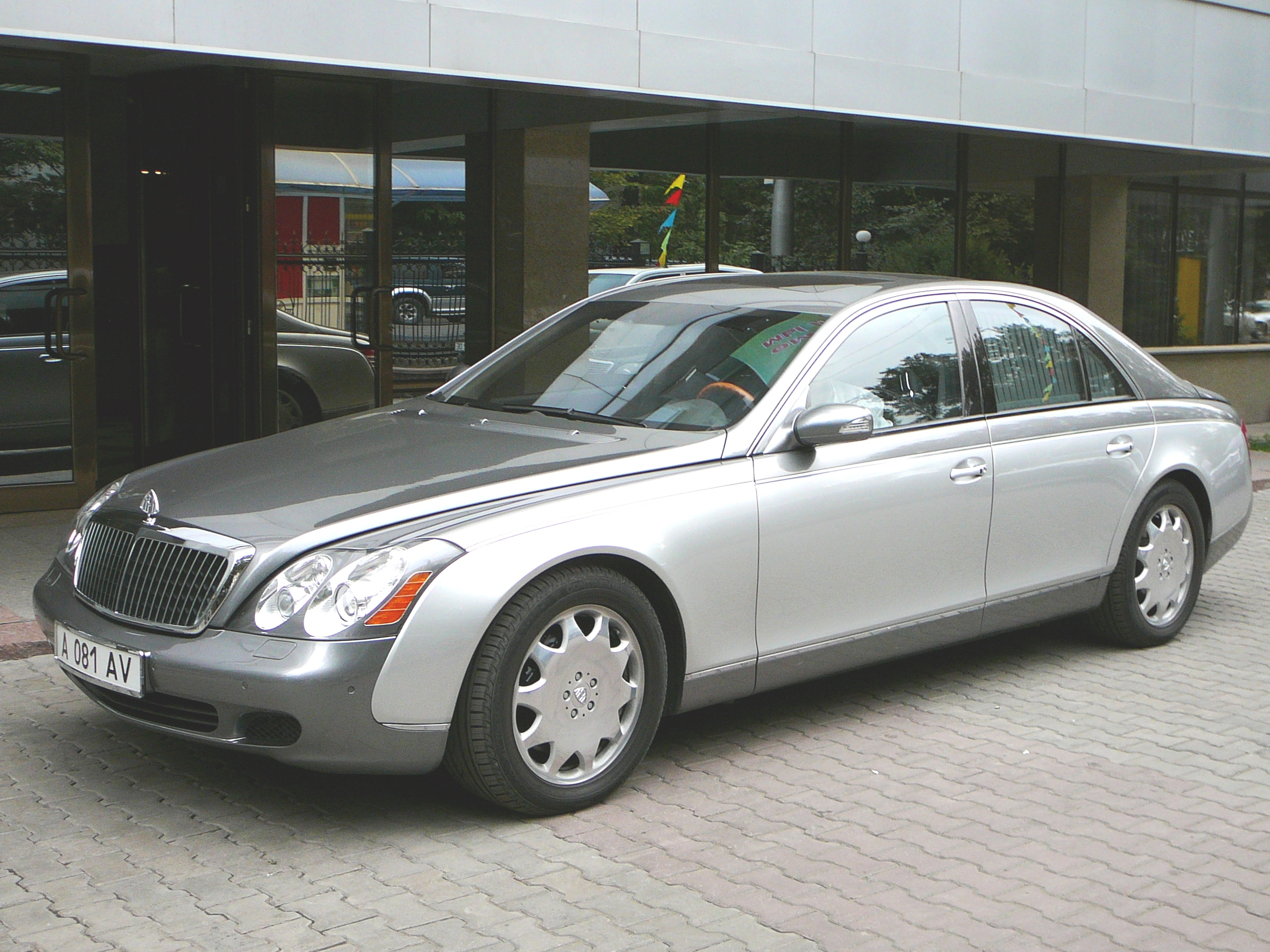
En Alma Ata

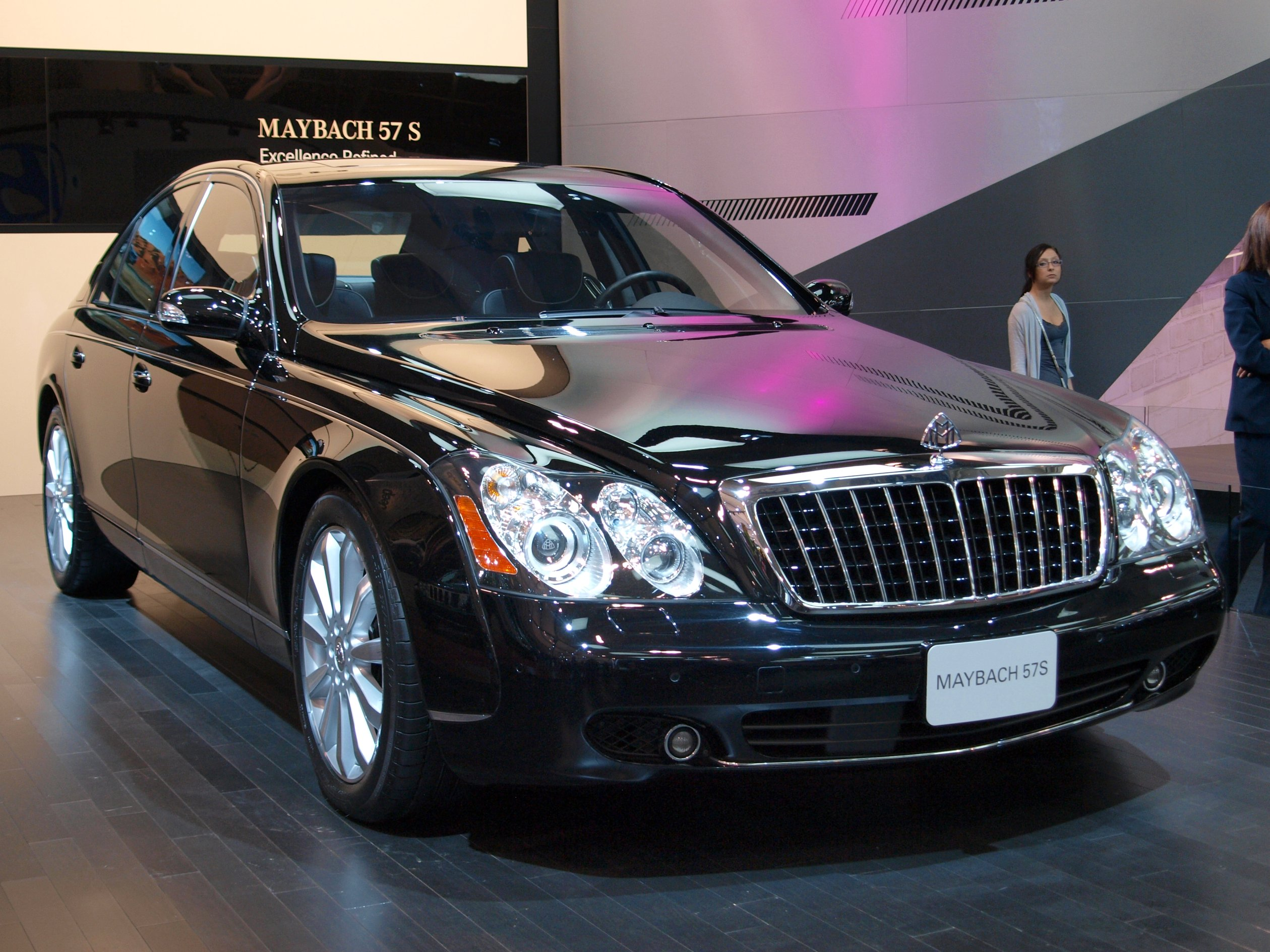
Maybach 57 S de 2011

Se presentó por primera vez en el año 2000 y desde entonces, es uno de los coches más raros y caros. Es el modelo de nivel básico, con una motorización biturbo de 5513 cm³ (5,5 L; 336,4 plg³) que da una potencia máxima de 551 CV (543 HP; 405 kW) a las 5250 rpm. Acelera de 0 a 100 km/h (62 mph) en 5.1 segundos. Los Maybach tienen una de las mejores experiencias en cuanto a la comodidad de sus asientos y paseos suaves. Además, el modelo 57 tiene una gran fiabilidad y durabilidad con una calificación de fiabilidad de 4 sobre 5.
La seguridad debe ser bastante importante y se mide con pruebas de choque. Sin embargo, con coches como el Maybach 57, no se realizan pruebas de choque en estos coches debido a su exclusividad, precio elevado y rareza. Presenta muchas características de seguridad de lujo, tales como un sistema de seguridad contra colisiones, doble bolsa de aire frontal y doble lateral trasera, control de estabilidad, entre otras. Monta rines delanteros y traseros de aluminio de 20 x 8,5 pulgadas (50,8 x 21,6 cm).
También cuenta con cuatro frenos de disco ventilados, sistema antibloqueo de ruedas (ABS), asistencia de frenado, reparto de frenada electrónico (EBD), control de tracción electrónico y un inmovilizador.
En el interior ofrece acceso inalámbrico de comunicación con Bluetooth, servicio de teléfono móvil con manos libres activado por voz, sistema de localización de vehículos, GPS, un sistema de navegación con DVD y un sistema de telemática, que incluye notificación automática de colisión, respuesta de emergencia y asistencia en carretera. También está equipado con un indicador de temperatura exterior, control de crucero adaptativo inteligente, arranque y parada de grabación y universal HomeLink para puertas de garaje. Otras características incluyen ajustes memorizados para el asiento del conductor y el volante, el conductor regulable electrónicamente y asientos de pasajeros con masaje, calefacción y asientos traseros ajustables electrónicamente reclinables.
Adicionalmente, ofrece un sistema de audio Bose de alta fidelidad con radio AM/FM de 600 W (0,8 CV), volumen sensible a la velocidad, sonido Dolby Surround, un cambia discos de seis CDs, Sirius Satellite Radio y sonido que se transmite a través de 21 bocinas de alta calidad.
DaimlerChrysler presentó el 57 S en el Salón del Automóvil de Ginebra de 2005, donde la S significa "Special". Este modelo viene con un motor V12 de 5980 cm³ (6 L; 364,9 plg³), fabricado por Mercedes-AMG. La potencia que desarrolla es de 604 CV (596 HP; 444 kW) y tiene un par máximo de 1000 N·m (738 lb·pie), alcanzando una velocidad de 60 mph (97 km/h) en 5.0 segundos. Es 13 mm (0,5 pulgadas) más bajo respecto al Maybach 57 y monta unos rines de 20 pulgadas (50,8 cm).
La suspensión neumática con amortiguadores de control electrónico ha sido adaptada al aumento de potencia, quedando 15 mm (0,6 pulgadas) más bajo. La barra estabilizadora delantera es 2 mm más gruesa y la trasera 4 mm, con lo que el ángulo de balanceo se reduce 15°. El control de estabilidad también ha sido reprogramado para permitir mayores aceleraciones laterales.
Para mejorar la resistencia de los frenos, tiene unos deflectores que canalizan en flujo de aire hacia a ellos al refrigerarlos. Está equipado con neumáticos Michelin Pilot Sport de medidas 275/45 R20 pulgadas (50,8 cm) diseñados específicamente a la medida.
Exteriormente se diferencia al estar pintado en un solo color, ya sea negro o plata, en lugar de los dos tonos del resto de la gama. La parrilla delantera también es diferente, con mayor separación entre las láminas verticales, el marco de los faros es del mismo color que la carrocería y los    faros antiniebla llevan un aro cromado y las salidas de escape tienen un diseño distinto.
El interior presenta fibra de carbono y madera de color negro similar a la que se usa en los pianos. La tapicería puede ser negra o una combinación de negro y blanco. Las ventanillas laterales traseros y la luneta son oscuros. Puede llevar sistema de iluminación en curva, programador de velocidad con radar, visión nocturna o un sistema de detección de vehículos en el punto ciego.

## Maybach 62 y 62 S

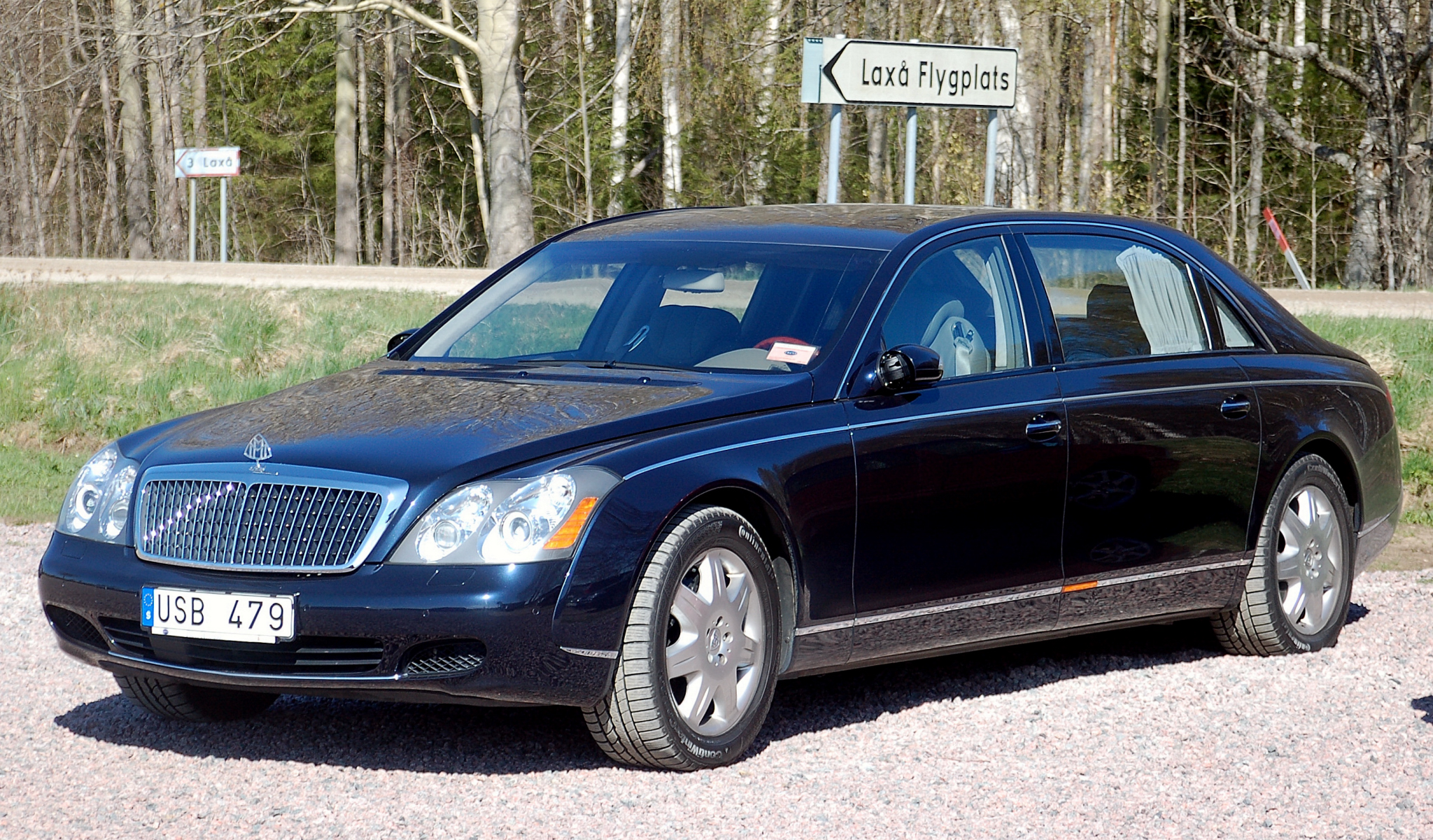
Maybach 62 de 2004

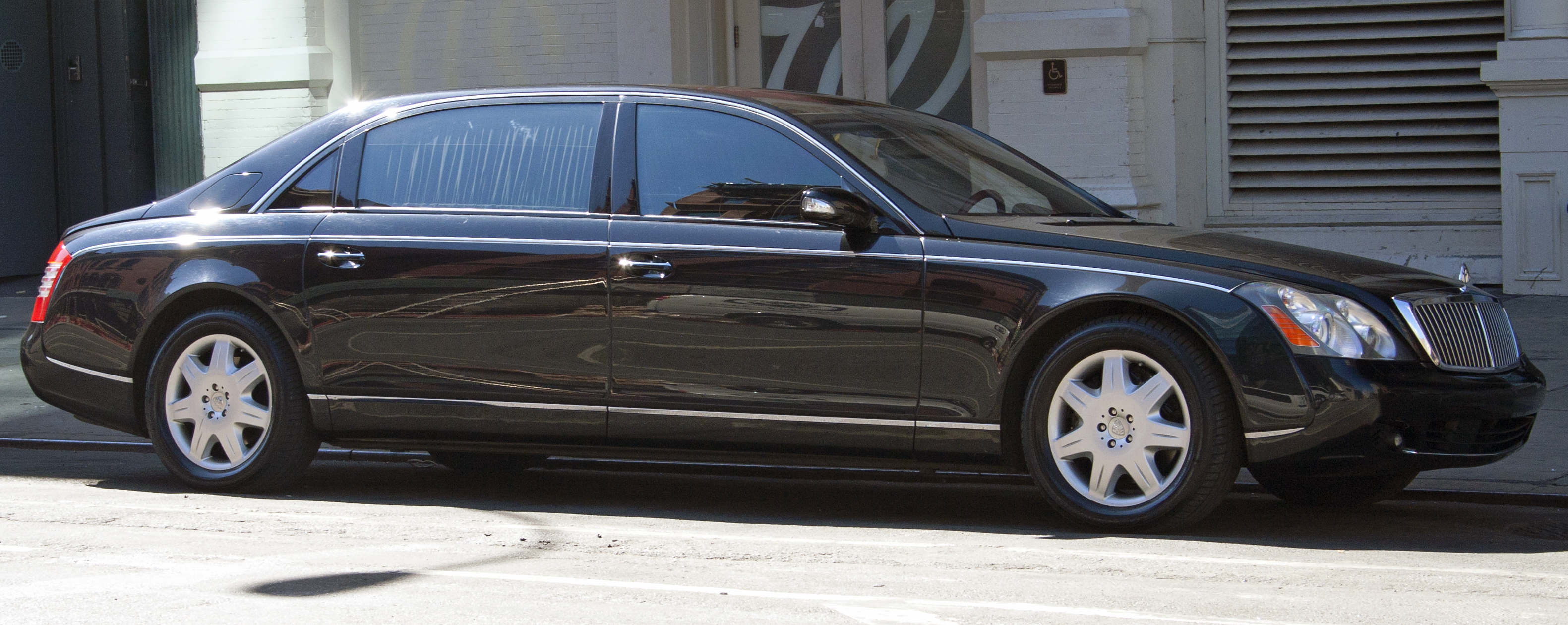
Estacionado cerca del Hotel Astor

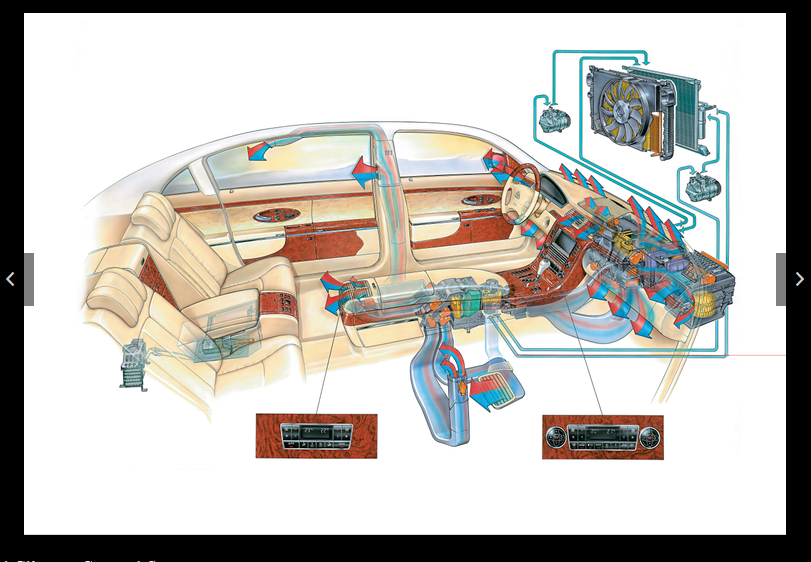
Diagrama del control de clima

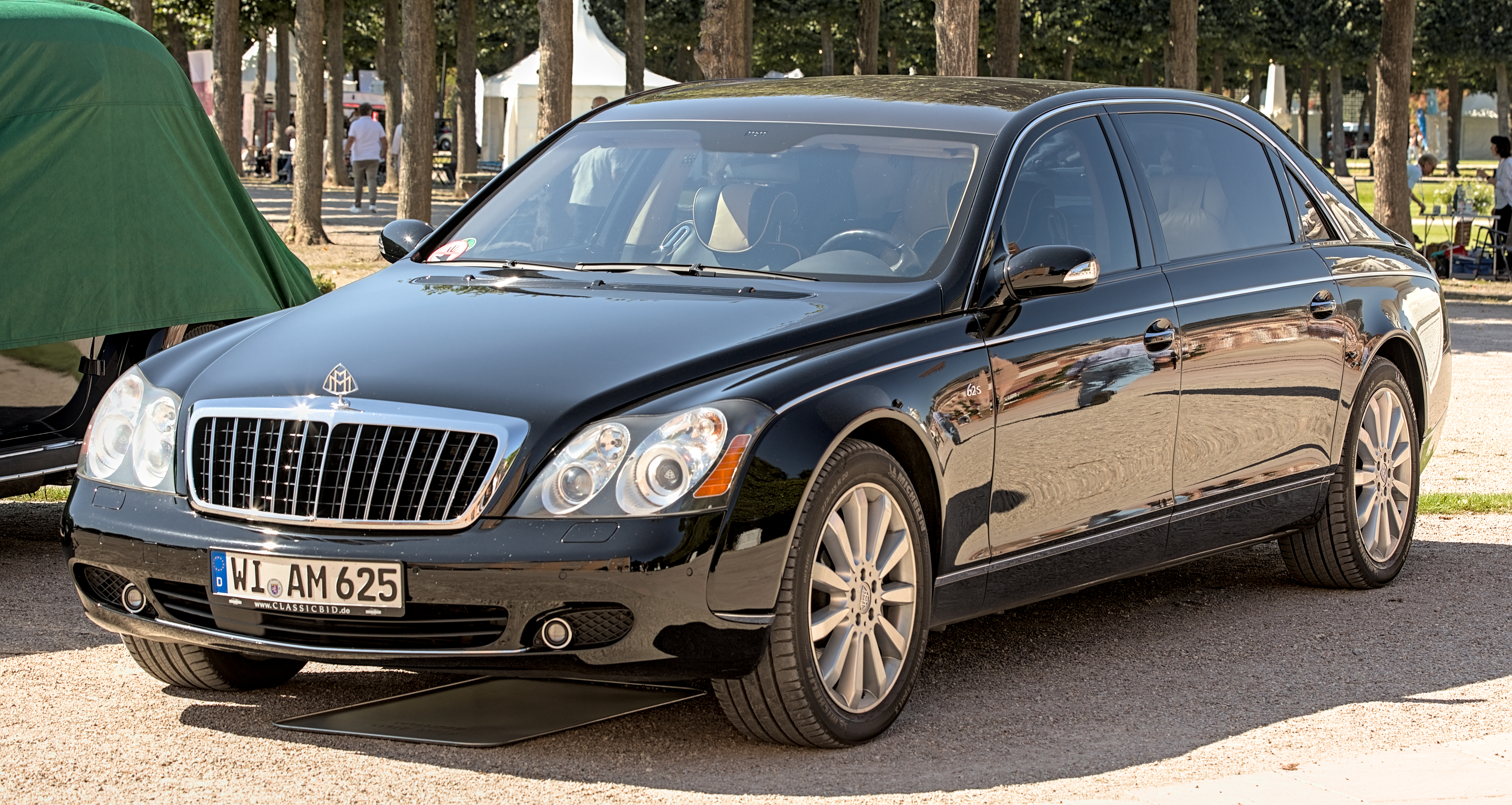
Maybach 62 S en el Classic-Gala de 2021

El Maybach 62 mide 1007 mm (39,6 pulgadas) más de largo que la versión larga del Mercedes-Benz Clase S. Su altura también es superior a la de cualquier otro sedán que pase de 5 m (16' 429/32"). La carga máxima según la norma EC es más o menos la misma que la de un coche normal, con 525 kg (1157 libras), por lo que el peso máximo autorizado llega a 3380 kg (7452 libras).
Su coeficiente de penetración es más bien alto, comparado con lo que suelen tener los Mercedes, con al menos 0.31. La superficie frontal es de las mayores que hay entre turismos con 2,62 m² (3,1 yardas cuadradas), por lo que el factor de resistencia aerodinámica es también muy alto con 0,81 m² (8,7 pies cuadrados).
La capacidad de la cajuela es de 605 L (21,4 pies cúbicos), aunque en términos absolutos y no en relativos, ya que, si lleva rueda de refacción, el volumen se queda en 501 L (17,7 pies cúbicos).
En el interior, tiene un techo de cristal para las plazas traseras, dividido en dos partes. La delantera tiene 0,5 m² (5,4 pies cuadrados) de área y lleva treinta células solares, que pueden dar hasta 63 W (0,1 CV) de potencia. La trasera es de 0,75 m² (8,1 pies cuadrados) y lleva dos cristales laminados de 6 mm (0,2 pulgadas), con una cortina entre ellos. La luna interior tiene una membrana de cristal líquido, con polímeros de plástico conductores de la electricidad. Cuando la membrana llega a una tensión de 90 V, los polímeros se ordenan de manera que el cristal es transparente; y cuando se interrumpe la corriente eléctrica, el cristal se vuelve translúcido y bloquea el 24% de la luz. Los faros xenón son para cortas y largas, junto con los halógenos H7 para luces de posición y antiniebla. Los asientos tienen una función de masaje, que se realiza con variaciones en el cojín neumático del apoyo lumbar y ventilación y ocho ventiladores internos. Puede tener mesas que son de madera de raíz por arriba, de cuero por abajo y con un armazón de aluminio. Para las plazas traseras está disponible un cargador de seis CD, un monitor, un reproductor de DVD, conexiones para reproductores de MP3 y video, un monitor de inclinación variable para cada plaza trasera, dos teléfonos con conexión Bluetooth, un refrigerador con un compresor eléctrico, huecos para botellas y copas.
Opcionalmente, puede tener un cristal de separación entre las plazas delanteras y traseras, que reduce un poco la amplitud de las delanteras, aunque no de las traseras. Se puede hacer translúcido mediante un botón, con lo que el conductor se queda sin ver lo que pasa en la parte trasera. También tiene dos sistemas de ventilación independientes: uno para las plazas delanteras y otro para las traseras. Además, cada pasajero de un lado puede elegir la temperatura a su gusto.
El 62 S fue presentado en el Salón del Automóvil de Pekín de 2006, al que se le ha mejorado todavía más el confort de los pasajeros respecto a la versión estándar. En el exterior, se ha rediseñado la parrilla delantera y se le han puesto rines más grandes de 20 pulgadas (50,8 cm). Su motorización Mercedes-AMG ha incrementado la potencia 62 CV (45,6 kW) más y un par máximo de 1000 N·m (738 lb·pie), disponible entre 2000 y 4000 rpm, con lo que es capaz de acelerar de 0 a 100 km/h (62 mph) en 5.2 segundos y alcanzar una velocidad máxima limitada a 250 km/h (155 mph). Cuenta con capacidad para cuatro pasajeros, con un interior muy espacioso y lujoso, ya que todo ha sido hecho a mano. La madera noble está presente en su interior, con un volante con su aro de madera, que además puede tener calefacción. En los asientos traseros se incluyen un par de copas de champán y una nevera portátil; entre el chofer y los pasajeros traseros, puede haber una separación eléctrica intercomunicada. Cuenta con un techo panorámico de cristal para que pueda entrar más luz al habitáculo. Unos 330 especialistas construyen cada unidad de forma artesanal a un promedio de cinco unidades diarias, siendo todavía más exclusivo. Los asientos traseros pueden inclinarse con un botón hasta un máximo de 47°, junto con una plataforma de apoyo para las piernas.

## Brabus Maybach

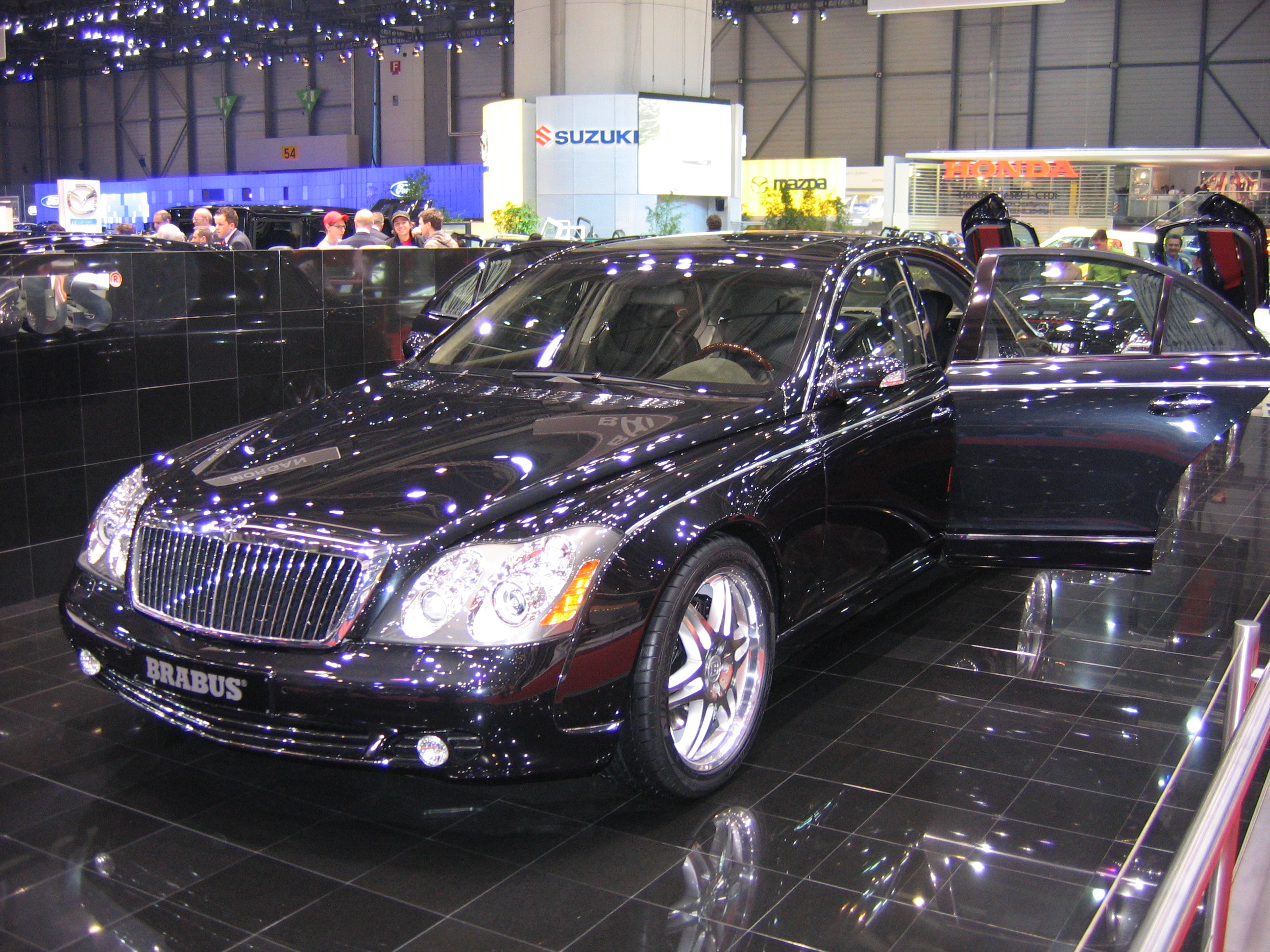
En el Salón del Automóvil de Ginebra, el 4 de marzo de 2005

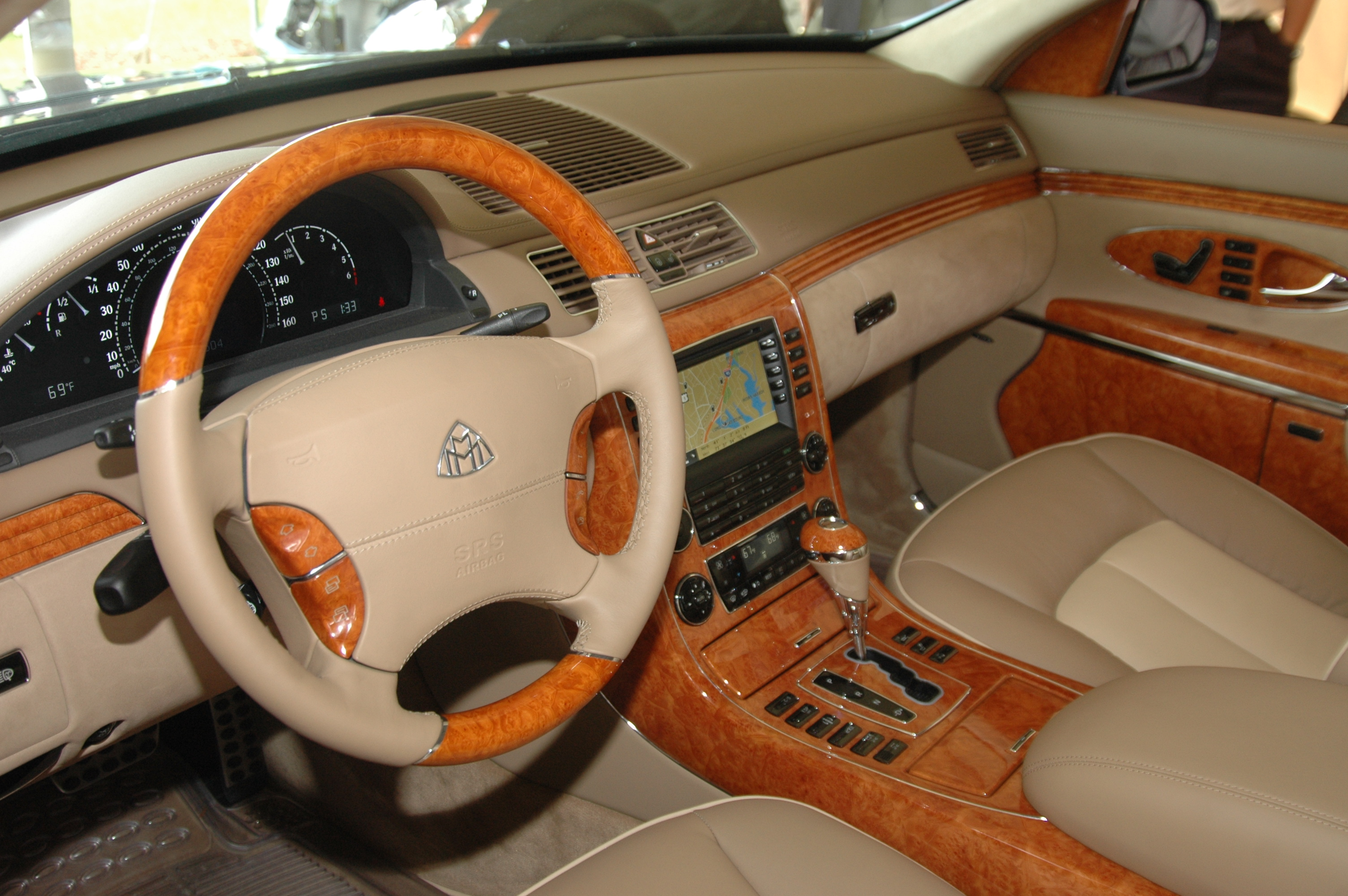
Interior en el Concurso de la Elegancia de Greenwich (Connecticut) de 2006

La firma Brabus, famosa por las modificaciones de alto rendimiento y cambios estilísticos a modelos Mercedes-Benz y Smart, realizó una versión en el año 2004 del 57 y 62 en la que se incrementaba la potencia, añadiendo novedades y modificando el aspecto del modelo. Fue presentado en el Salón del Automóvil de Ginebra de ese mismo año. Electrónicamente limitado a una velocidad máxima de 300 km/h (186 mph), estos enormes vehículos desarrollan un par máximo de 1026 N·m (757 lb·pie), con lo que acelera de 0 a 100 km/h (62 mph) en 4.9 segundos.
En su interior, se ha hecho un nuevo conjunto de asientos con un estilo y acento más lujoso, fabricados con los cueros más finos y Alcantara. Cuenta con más de 1,2 km (0,7 millas) de los mejores hilados tejidos. En adición, unas alfombras de piel de cordero sintética cubren las ya de por sí opulentas alfombrillas. En la parte trasera de los asientos delanteros, se encuentran integradas unas pantallas a color de 16:9, que miden 15,2 pulgadas (38,6 cm), que sirven como una computadora de 80 GB, especialmente desarrollada para su uso en este modelo. La computadora está conectada a internet de una velocidad 1.5 veces mayor que una red digital de servicios integrados (ISDN), a través de un sistema red de área local inalámbrica (W-LAN) y un router cuádruple de servicio general de paquetes vía radio (GPRS). Para operaciones más confortables, el sistema ofrece un práctico teclado inalámbrico y un ratón inalámbrico con giroscopio óptico. También se incluye un cargador de seis discos DVD, además de varios puertos USB 2.0 integrados a la consola central, por lo que pueden ser conectados y desconectados auxiliares externos, tales como impresoras o cámaras digitales. Para mantenerse en línea incluso fuera del coche, los especialistas de la comunicación integraron un notebook IBM serie X dentro de un cajón accionado eléctricamente en la cajuela.
El exterior cuenta con unos grandes rines de aleación ligera y faros delanteros auxiliares integrados al frente. Se ha optado por montar unos rines de aleación ligera más grandes hechos especialmente a la medida tipo Monoblock VI de 21 pulgadas (53,3 cm) de diámetro, los cuales son de seis rayos y están totalmente pulidos, de medidas 21 x 9,5 pulgadas (53,3 x 24,1 cm)J en el eje delantero y 21 x 11 pulgadas (53,3 x 27,9 cm)J los traseros. Dunlop contribuye con unos neumáticos de alto desempeño de medidas 285/40 R 21 en el eje delantero y 325/35 R 21 los traseros. Esto hace que el modelo Brabus Maybach sea uno de los sedanes de superlujo más rápidos del mundo, una tendencia que comenzó en 1968 con el Mercedes-Benz 300SEL 6.3.

## Maybach 62 Landaulet

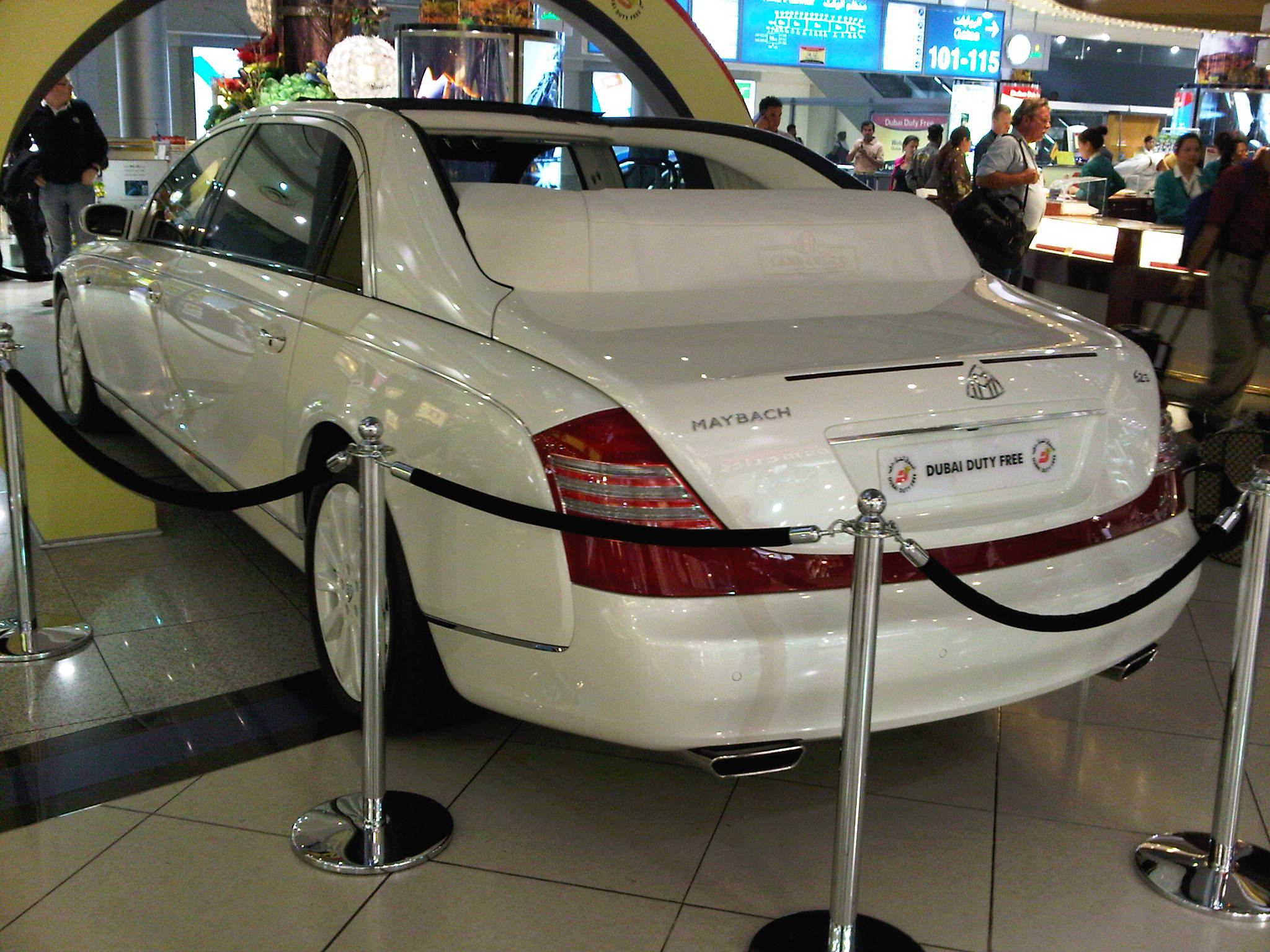
En exhibición en el Aeropuerto Internacional de Dubái en 2010

Posteriormente, Maybach confirmó la fabricación de una versión especial de su modelo 62S denominada "Landaulet", que fue mostrado primero como prototipo en el Salón del Automóvil de Dubái de 2007 y, a principios de 2008, Maybach confirmó la versión de producción. El descapotable saldría a la venta en los Estados Unidos en diciembre de ese año.

"El Landaulet es para un individuo extremadamente rico que quiere algo más allá de lo extraordinario y disfruta ser llevado en un vehículo que le permite tener un acceso al cielo sobre ellos…"
dijo: Hans-Dieter Multhaupt, Vicepresidente del programa de administración de Maybach.

El Landaulet está diseñado como una limusina para que la maneje un chofer. La parte descapotable de material blando se abre desde el pilar B para atrás, para que el pasajero en la parte trasera pueda disfrutar el paisaje y el sol.
Las puertas traseras del Maybach y las ventanas laterales se mantienen intactas. El compartimiento del conductor está cubierto con un techo duro fijo. Multhaupt dijo que el Maybach Landaulet "Tendrá un vidrio que separa al conductor del pasajero, como en los vehículos del pasado."
Para el momento de su lanzamiento, el Maybach 62S Landaulet tenía un precio de US$1 350 000.
Es el coche de producción más largo de mundo, con 6,2 m (20' 4,10") de largo y también el más alto del mundo, con 1,57 m (5' 14/5") de alto y 1,98 m (6' 6") de ancho. Pesa 3380 kg (7452 libras).
Sus asientos traseros incluyen detalles como una función de masaje y otra de ventilación, mediante ocho ventiladores internos. Los asientos pueden reclinarse y poseen extensiones que permiten que el pasajero pueda dormir.

## Maybach Zeppelin

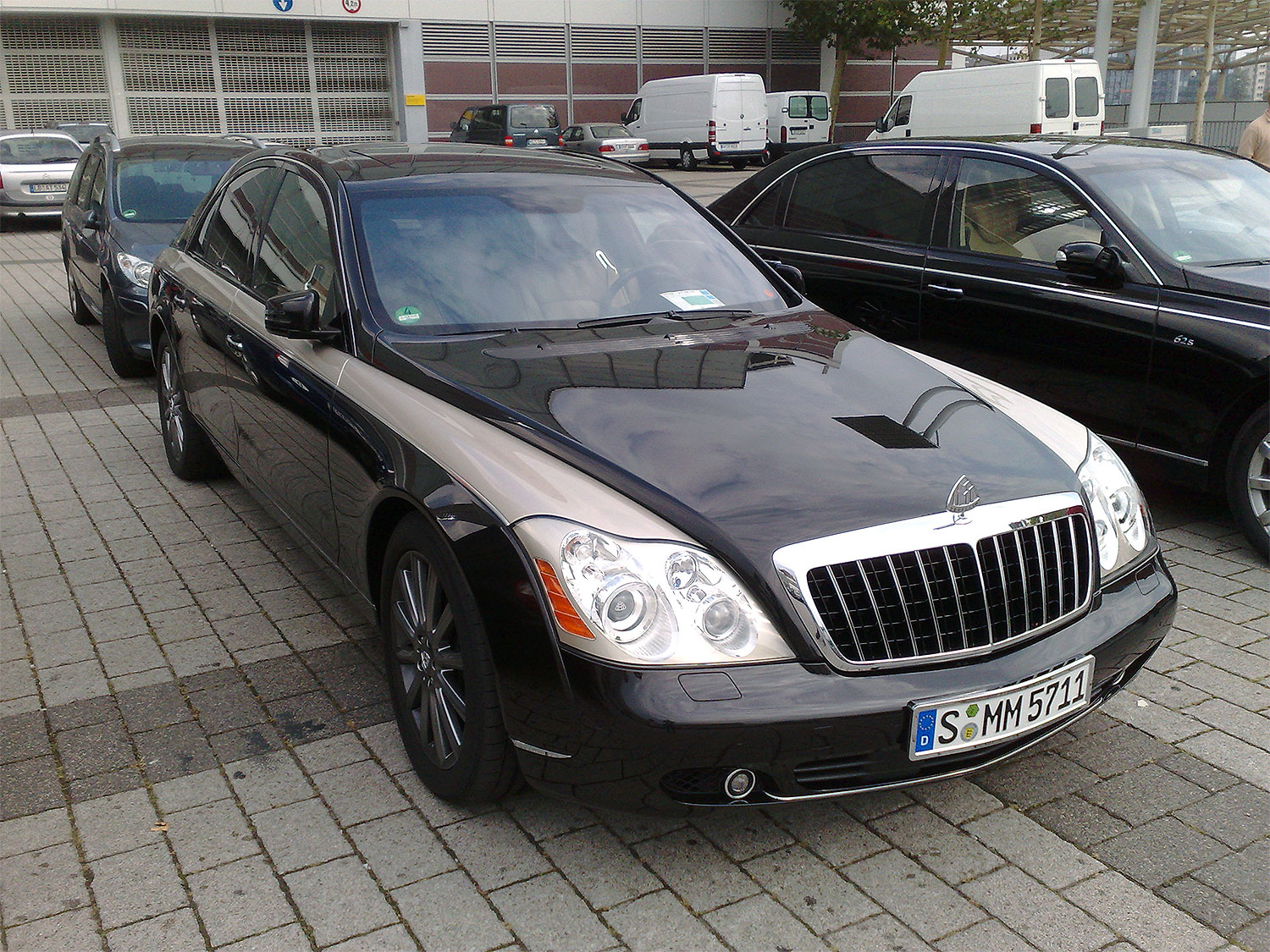
Maybach 62S Zeppelin

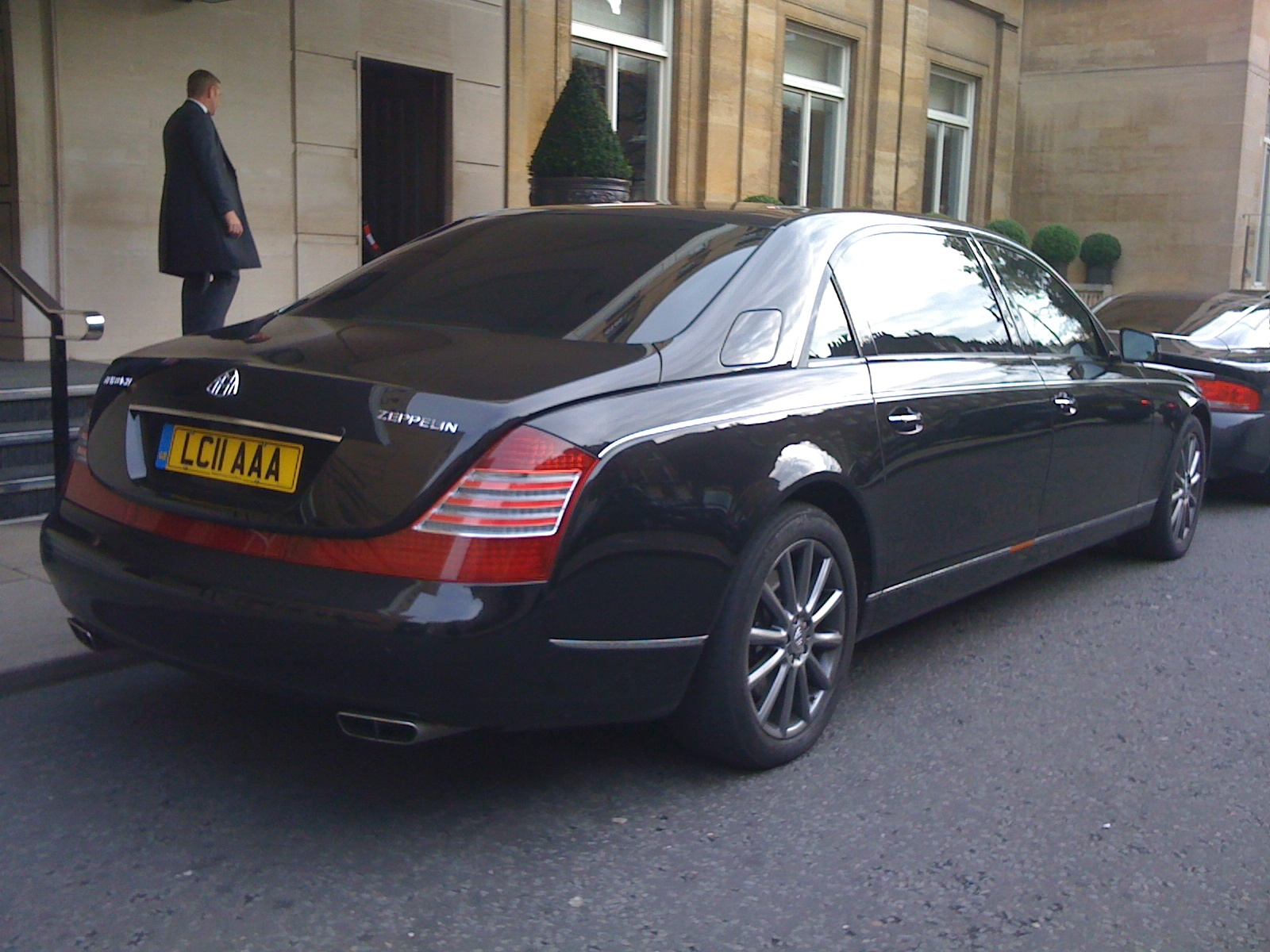
Vista trasera 3/4 del 57 Zeppelin

El fabricante presentó en el Salón del Automóvil de Ginebra de 2009 una variante más exclusiva de sus modelos S llamada Zeppelin, que se destaca por tener nuevas características y terminaciones. Ese nombre se debe al recordado modelo de la firma de los años 1930, en al haber tenido gran éxito. Solamente se fabricaron 100 unidades.
En su interior incorpora una cantidad de equipamiento y lujo muy impresionante, como unos asientos traseros ahumados, tapicería beige California con hilo negro Stromboli, incrustaciones lacadas de color negro, una discreta placa con el número de unidad de la edición limitada, copas de champán con el logotipo de Maybach Zeppelin y lo más destacado, un difusor de perfume con un costo extra de 3950 €, que incluye dos fragancias Givaudan, cuyo aroma tarda entre 10 y 12 segundos en distribuirse por todo el habitáculo y desaparece en 10 minutos sin dejar rastros, que se sitúan en una vitrina de plexiglás en la consola central de los asientos traseros, liberando moléculas que se extienden por el sistema de aire acondicionado del vehículo, las cuales podían encargarse personalizadas a gusto del cliente.
También cuenta con escapes con división vertical, un acabado de pintura bicolor con los laterales de ventanillas para abajo en marrón claro "Rocky Mountains" en contraste con el negro Taiga del resto de la carrocería, grupos ópticos traseros en rojo oscuro y rines cromados de 20 pulgadas (50,8 cm). La versión larga Zeppelin 62, puede llevar separación entre la parte delantera y la trasera. Otro de sus cambios está en los espejos retrovisores, con nuevo diseño que reduce el ruido aerodinámico, mientras que tiene una ganancia de potencia de 28 CV (20,6 kW) y en el interior cuenta con unos asientos forrados en fino cuero cuyas costuras presentan patrones de diamantes, insertos en terminado piano laqueado y alfombras de lana genuina.

## 57S Coupé Xenatec

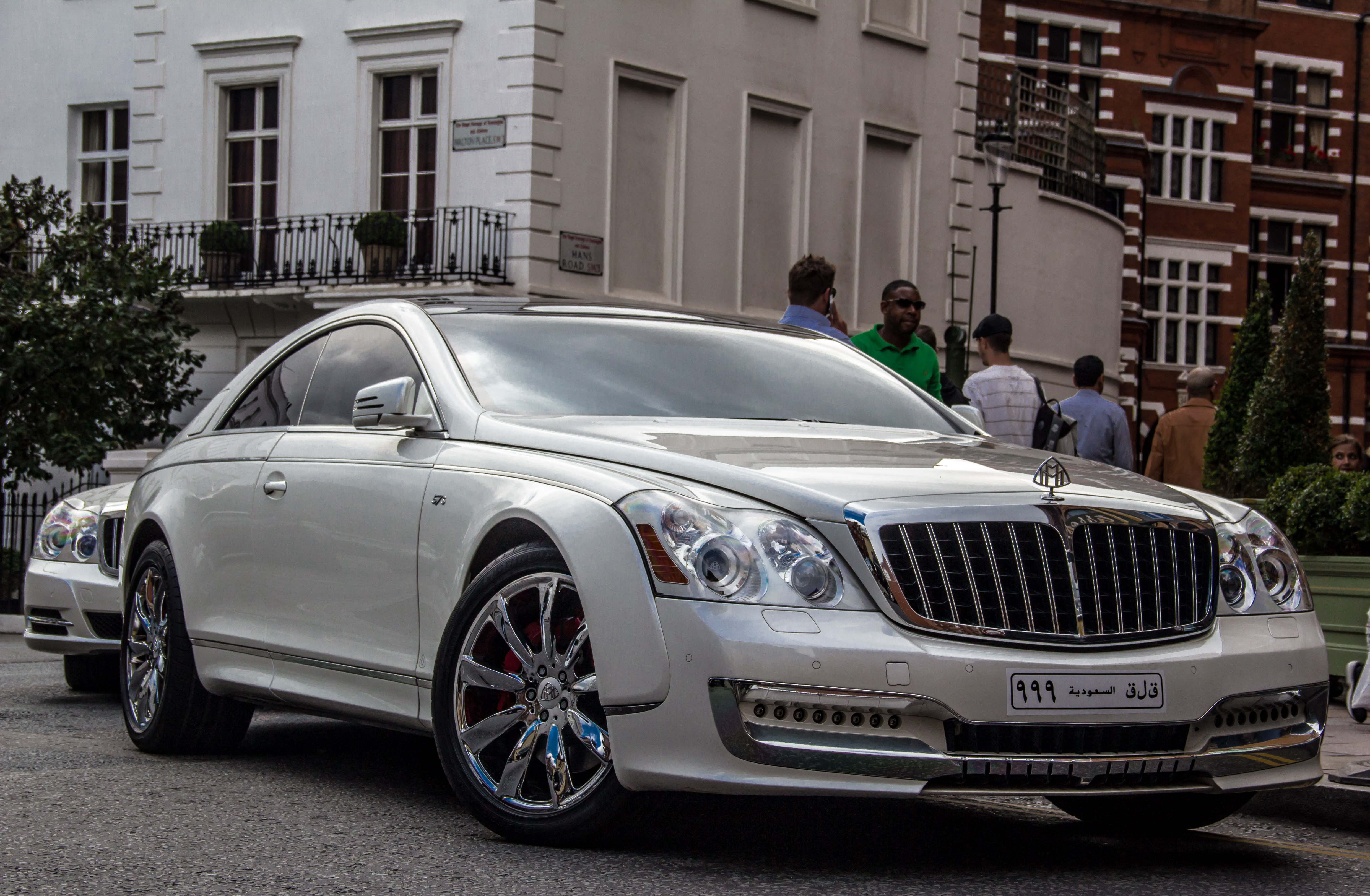
57S Cruisero Coupé de Xenatec

Xenatec, un carrocero especializado en alargar o blindar grandes coches de lujo, ha construido un Maybach 57S Coupé. Su diseñador es Fredrik Burchhardt, quien también creó el prototipo Maybach Exelero, es decir, se podría considerar a 57S Coupé como lo más parecido a un Exelero.
Se trata de una serie limitada a 100 unidades en un principio, bastante alta para un coche de estas características, con un costo de aproximadamente un 50% más que un Maybach 57S. Sin embargo, se dice que finalmente Xenatec apenas llegó a fabricar diez unidades, que se han convertido en auténticas piezas de colección. Fueron concretamente ocho, ya que poco después la empresa Xenatec se declaró en quiebra, la cual se había dedicado a un mercado específico, gracias a los trabajos que ofrecía a Maybach fabricando coupés a la medida, algo que la propia Maybach ni ofrecía por mucho que los clientes lo solicitaran y, al igual que el Mercedes-Benz Clase S, tenían a disposición los Clase CL o Clase S Coupé.
Las características de su interior destacan por el techo panorámico de cristal, que realmente son dos divididos entre la parte delantera y trasera.
Está basado en la versión de altas prestaciones del modelo, lo que implica un V12 biturbo de 5980 cm³ (6 L; 364,9 plg³) que desarrolla 640 CV (631 HP; 471 kW) de potencia y 1000 N·m (738 lb·pie) de par máximo, enviados a las ruedas traseras por medio de una transmisión automática de cinco velocidades. A pesar de esto, sus prestaciones no pueden ser tan altas, debido a que, aunque en la conversión a coupé tuvo una reducción de peso, el modelo original llegaba a 2744 kg (6049 libras). De todas maneras, es más que suficiente para acelerar de 0 a 100 km/h (62 mph) en 5.0 segundos y alcanzar una velocidad máxima de 275 km/h (171 mph).

## Especificaciones
| Modelos     | Cilindrada                   | Diámetro x carrera             | Potencia máxima                         | Par máximo                            |
| ----------- | ---------------------------- | ------------------------------ | --------------------------------------- | ------------------------------------- |
| 57 y 62     | 5513 cm³ (5,5 L; 336,4 plg³) | 82 x 87 mm (3,23 x 3,43 plg)   | 551 CV (543 HP; 405 kW) @ 5250 rpm      | 900 N·m (664 lb·pie) @ 2300 rpm       |
| 57 S y 62 S | 5980 cm³ (6 L; 364,9 plg³)   | 82,6 x 93 mm (3,25 x 3,66 plg) | 612 CV (604 HP; 450 kW) @ 4800-5100 rpm | 1000 N·m (738 lb·pie) @ 2000-4000 rpm |
| Landaulet   | 5980 cm³ (6 L; 364,9 plg³)   | 82,6 x 93 mm (3,25 x 3,66 plg) | 630 CV (621 HP; 463 kW) @ 4800-5100 rpm | 1000 N·m (738 lb·pie) @ 2000-4000 rpm |
| Zeppelin    | 5980 cm³ (6 L; 364,9 plg³)   | 82,6 x 93 mm (3,25 x 3,66 plg) | 640 CV (631 HP; 471 kW) @ 5100 rpm      | 1000 N·m (738 lb·pie) @ 2000-4000 rpm |